# Strengberg
Strengberg ist eine Marktgemeinde mit 2215 Einwohnern (Stand 1. Jänner 2025) im Bezirk Amstetten in Niederösterreich.

## Geografie
Strengberg liegt im Mostviertel in Niederösterreich zwischen Linz und Amstetten südlich der Donau. Diese fließt 230 Meter über dem Meer. Nach Süden steigt das Gemeindegebiet hügelig auf knapp 400 Meter Meereshöhe an. Die wichtigsten Gewässer neben der Donau sind die Erla und der Musterhartnerbach.
Die Gemeinde hat eine Fläche von 36,83 Quadratkilometer. Davon sind mehr als siebzig Prozent landwirtschaftliche Nutzfläche, 19 Prozent der Fläche sind bewaldet.

### Gemeindegliederung
Das Gemeindegebiet umfasst folgende sechs Ortschaften (in Klammern Einwohnerzahl Stand 1. Jänner 2025):
- Au (2)
- Limbach (549) samt Johannessiedlung, Kleinhaag, Kroisbach, Plappach, Prölling, Rohrmühle und Schickenhof
- Ottendorf (180) samt Flachsberg, Koxegg, Masing, Musterharten, Steinbruckmühle, Thalling und Unterramsau
- Ramsau (502) samt Bleibergsiedlung, Glanding, Grub, Henning, Loipersberg und Oberramsau
- Strengberg (639) samt Achleiten, Buch, Gerstberg und Lampersberg
- Thürnbuch (343) samt Linden, Mähring und Mayerhofen

Die Gemeinde besteht aus den Katastralgemeinden Au, Limbach, Oberramsau, Ottendorf, Strengberg und Thürnbuch.

### Nachbargemeinden
| Naarn im Machlande (Bezirk Perg, OÖ) St. Pantaleon-Erla |                                             | Mitterkirchen im Machland (Bezirk Perg, OÖ) |
| St. Valentin                                            | Kompassrose, die auf Nachbargemeinden zeigt | Wallsee-Sindelburg                          |
| Haag                                                    | Wolfsbach                                   |                                             |

## Geschichte
Das Gebiet von Strengberg war bereits in vorchristlicher Zeit besiedelt. Die Kirche wurde im Jahr 1031 geweiht, Bestätigungsurkunden aus den Jahren 1163 und 1193 sprechen von der Celle Streneperc. Damit werden eine Mönchsbehausung und die Kirche bezeichnet, der Name Strengberg bedeutet „langgestreckter Berg“. Die Erhebung zum Markt erfolgte 1225, eine Schule ist für das Jahr 1550 belegt. Am Anfang des 17. Jahrhunderts wird die Schlosskapelle in Achleiten errichtet, in den Jahren 1727 bis 1734 wird das neue Schlosses Achleiten auf einer Hangstufe zwischen den Strengbergen und der Donau errichtet. Das alte Schloss, das Georg Matthäus Vischer 1672 zeichnete, war wegen seiner Nähe zur Donau oft von Hochwassern bedroht worden.
Teile des heutigen Gemeindegebietes gehörten bis 1803 zur Herrschaft Achleiten des Klosters Tegernsee. Der Ort selbst war sowohl von der Türkenbelagerung im Jahr 1529, dem Bauernaufstand 1597, dem Dreißigjährigen Krieg (1618–1648), den Napoleonischen Kriegen (1800–1809) als auch von den beiden Weltkriegen betroffen.

### Einwohnerentwicklung
| Strengberg: Einwohnerzahlen von 1869 bis 2025       | Strengberg: Einwohnerzahlen von 1869 bis 2025 | Strengberg: Einwohnerzahlen von 1869 bis 2025 | Strengberg: Einwohnerzahlen von 1869 bis 2025 | Strengberg: Einwohnerzahlen von 1869 bis 2025 |
| --------------------------------------------------- | --------------------------------------------- | --------------------------------------------- | --------------------------------------------- | --------------------------------------------- |
| Jahr                                                |                                               |                                               |                                               | Einwohner                                     |
| 1869                                                | 1869                                          |                                               | 2.286                                         | 2.286                                         |
| 1880                                                | 1880                                          |                                               | 2.316                                         | 2.316                                         |
| 1890                                                | 1890                                          |                                               | 2.182                                         | 2.182                                         |
| 1900                                                | 1900                                          |                                               | 2.122                                         | 2.122                                         |
| 1910                                                | 1910                                          |                                               | 2.236                                         | 2.236                                         |
| 1923                                                | 1923                                          |                                               | 2.206                                         | 2.206                                         |
| 1934                                                | 1934                                          |                                               | 2.271                                         | 2.271                                         |
| 1939                                                | 1939                                          |                                               | 2.196                                         | 2.196                                         |
| 1951                                                | 1951                                          |                                               | 2.136                                         | 2.136                                         |
| 1961                                                | 1961                                          |                                               | 1.984                                         | 1.984                                         |
| 1971                                                | 1971                                          |                                               | 2.036                                         | 2.036                                         |
| 1981                                                | 1981                                          |                                               | 2.065                                         | 2.065                                         |
| 1991                                                | 1991                                          |                                               | 2.031                                         | 2.031                                         |
| 2001                                                | 2001                                          |                                               | 2.073                                         | 2.073                                         |
| 2011                                                | 2011                                          |                                               | 2.022                                         | 2.022                                         |
| 2021                                                | 2021                                          |                                               | 2.124                                         | 2.124                                         |
| 2025                                                | 2025                                          |                                               | 2.215                                         | 2.215                                         |
| Quelle(n): Statistik Austria, Gebietsstand 1.1.2021 |                                               |                                               |                                               |                                               |

## Kultur und Sehenswürdigkeiten

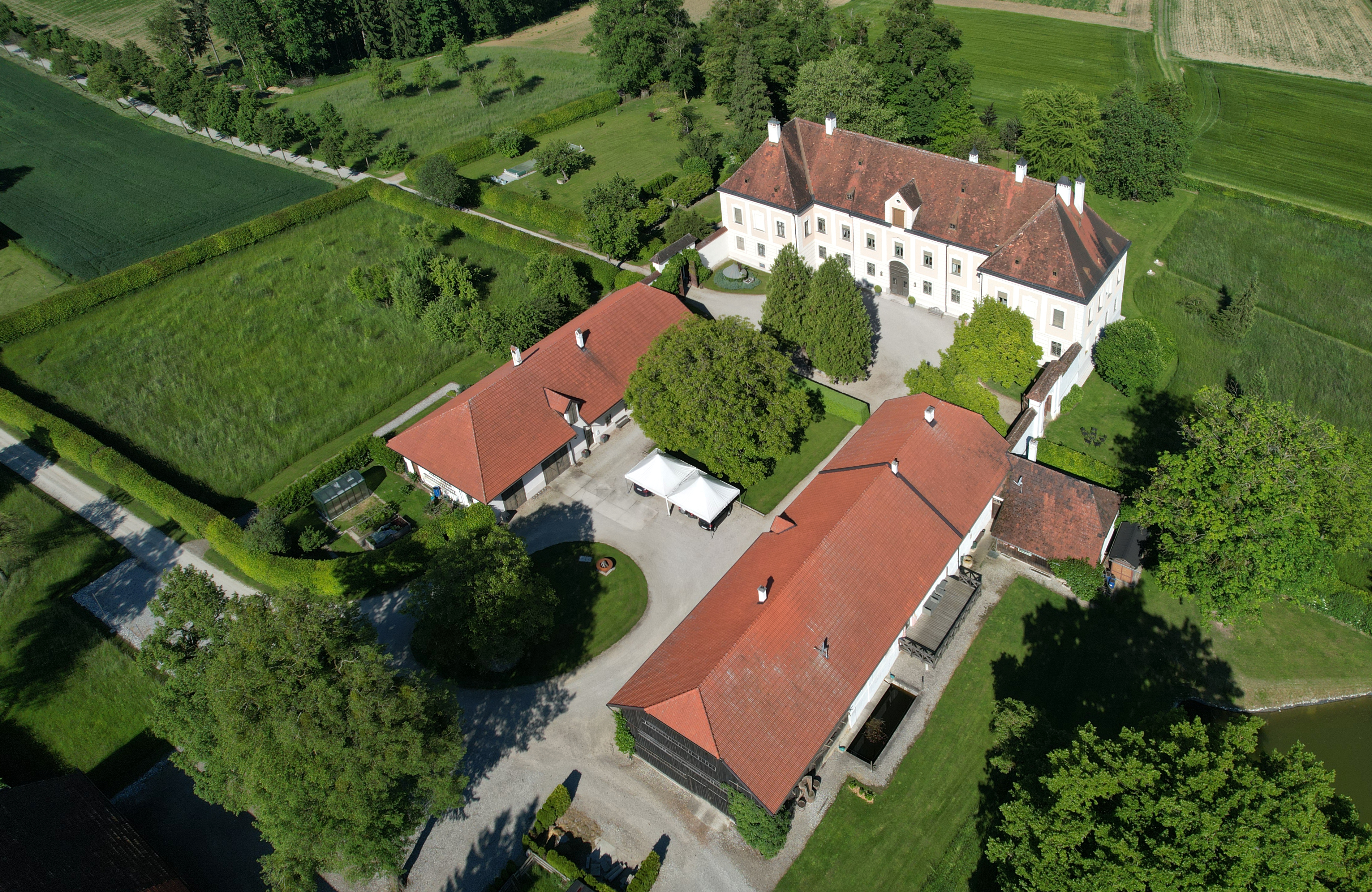
Schloss Achleiten

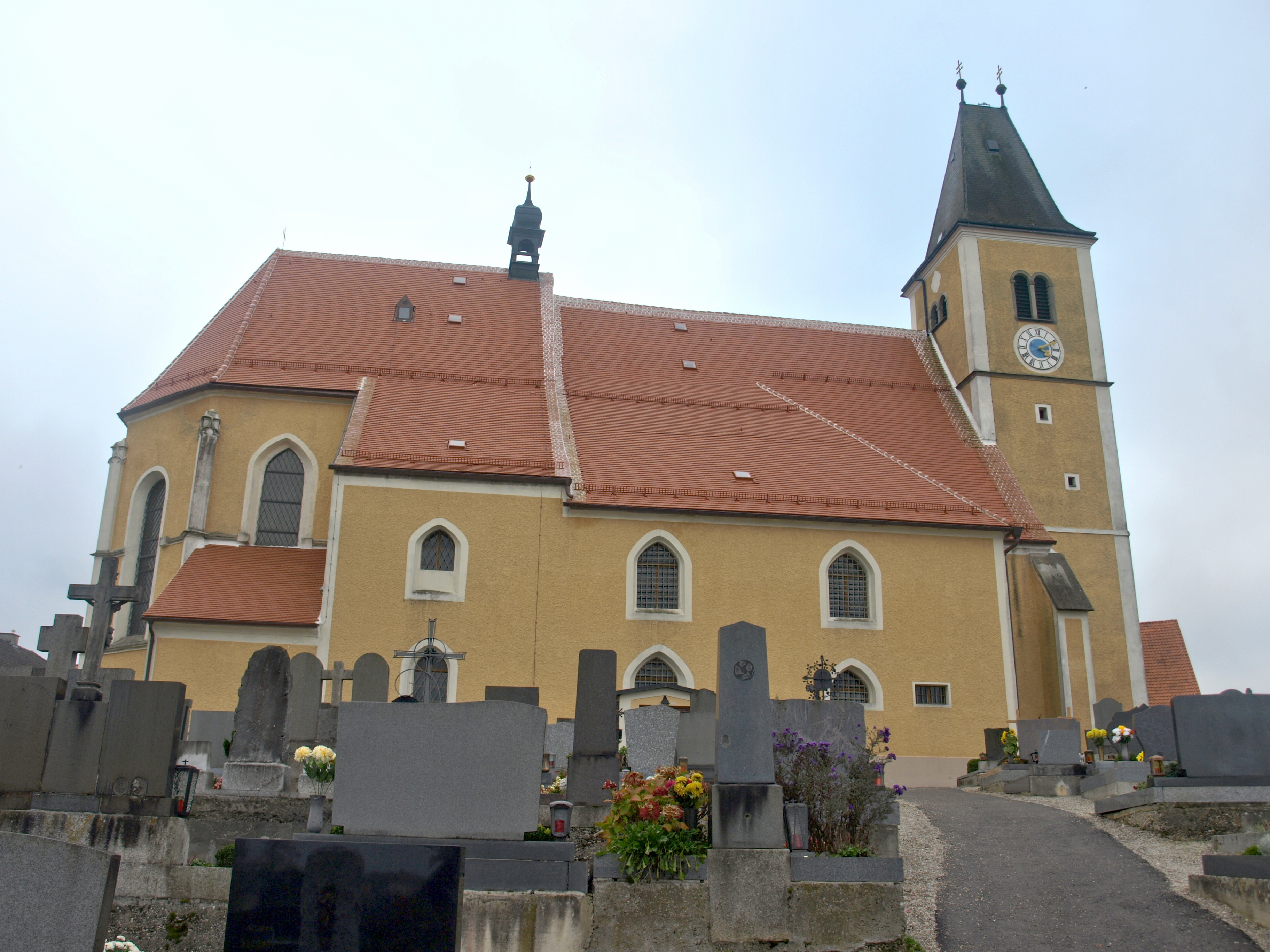
Pfarrkirche

- Schloss Achleiten bei Limbach: Ehemaliger Besitz von Kloster Tegernsee (1011–1803)
- Katholische Pfarrkirche Strengberg Mariä Himmelfahrt: gotisch mit barocker Ausstattung
- Aukapelle Mariä Heimsuchung:
- Historisches Postgebäude: 1684 bis 1689 erbaut, heutiges Gemeindeamt
- Pestsäulen

## Wirtschaft und Infrastruktur

### Wirtschaftssektoren
Von den 128 landwirtschaftlichen Betrieben des Jahres 2010 waren 72 Haupterwerbsbauern. Diese bewirtschafteten drei Viertel der Flächen. Im Produktionssektor arbeiteten 63 Erwerbstätige im Bereich Herstellung von Waren, 29 in der Bauwirtschaft und einer in der Energieversorgung. Die wichtigsten Arbeitgeber des Dienstleistungssektors waren die Bereiche soziale und öffentliche Dienste (66), Handel (62) und Beherbergung und Gastronomie (57 Mitarbeiter).
| Wirtschaftssektor            | Anzahl Betriebe | Anzahl Betriebe | Erwerbstätige | Erwerbstätige |
| Wirtschaftssektor            | 2011            | 2001            | 2011          | 2001          |
| ---------------------------- | --------------- | --------------- | ------------- | ------------- |
| Land- und Forstwirtschaft 1) | 128             | 184             | 134           | 132           |
| Produktion                   | 22              | 12              | 93            | 90            |
| Dienstleistung               | 92              | 52              | 260           | 263           |

1) Betriebe mit Fläche in den Jahren 2010 und 1999

### Arbeitsmarkt, Pendeln
Im Jahr 2011 lebten 1023 Erwerbstätige in Strengberg. Davon arbeiteten 328 in der Gemeinde, zwei Drittel pendelten aus.

### Feuerwehr
Das Feuerwehrwesen besteht aus den zwei Freiwilligen Feuerwehren Strengberg und Thürnbuch/Au mit insgesamt etwa 140 Mitgliedern. Beide sind zum Unterabschnitt Strengberg zusammengefasst.

### Bildung
In der Gemeinde gibt es einen Kindergarten mit dislozierten Gruppen  sowie eine Volksschule und eine Neue Mittelschule.

### Sport
In der Gemeinde gibt es einen Fußballverein. Der 1983 gegründete FCU Strengberg spielt in der 2. Klasse Ybbstal. Der Vereinsobmann ist seit 2019 Florian Wagner.

## Politik

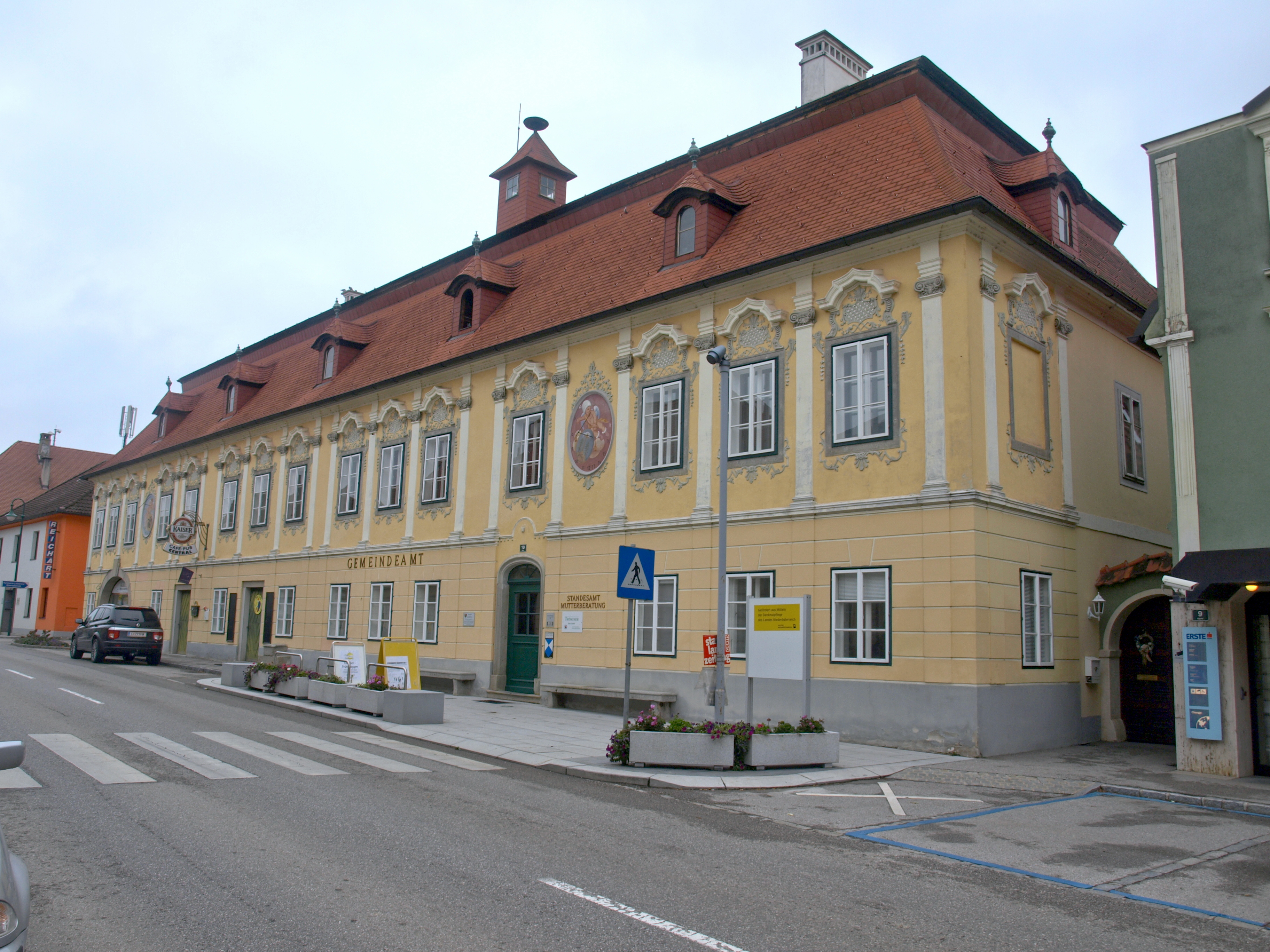
Gemeindeamt (Ehemalige Poststation)

### Gemeinderat
Der Gemeinderat hat 21 Mitglieder.
- Nach den Gemeinderatswahlen in Niederösterreich 1990 hatte der Gemeinderat folgende Verteilung: 14 ÖVP und 7 SPÖ.
- Nach den Gemeinderatswahlen in Niederösterreich 1995 hatte der Gemeinderat folgende Verteilung: 15 ÖVP, 5 SPÖ und 1 FPÖ.[12]
- Nach den Gemeinderatswahlen in Niederösterreich 2000 hatte der Gemeinderat folgende Verteilung: 14 ÖVP, 6 SPÖ und 1 FPÖ.[13]
- Nach den Gemeinderatswahlen in Niederösterreich 2005 hatte der Gemeinderat folgende Verteilung: 15 ÖVP und 6 SPÖ.[14]
- Nach den Gemeinderatswahlen in Niederösterreich 2010 hatte der Gemeinderat folgende Verteilung: 15 ÖVP, 5 SPÖ und 1 FPÖ.[15]
- Nach den Gemeinderatswahlen in Niederösterreich 2015 hatte der Gemeinderat folgende Verteilung: 15 ÖVP, 4 SPÖ und 2 FPÖ.[16]
- Nach den Gemeinderatswahlen in Niederösterreich 2020 hatte der Gemeinderat folgende Verteilung: 16 ÖVP und 5 SPÖ.[17]
- Nach den Gemeinderatswahlen in Niederösterreich 2025 hat der Gemeinderat folgende Verteilung: 16 ÖVP, 3 SPÖ und 2 FPÖ.[18]

### Bürgermeister
- bis 2010 Ernst Vösenhuber (ÖVP)
- 2010–2020 Roland Dietl (ÖVP)
- seit 2020 Johann Bruckner (ÖVP)

### Wappen
Der Gemeinde wurde 1981 folgendes Wappen verliehen:
In einem roten Schild ein auf einem grünen Dreiberg stehendes silbernes Kreuz, das von zwei grünen Fichten begleitet wird.

## Persönlichkeiten
Söhne und Töchter der Gemeinde
- Leopold Freiherr von Unterberger (1734–1818), k. k. Feldzeugmeister
- Hans Ströbitzer (1930–2017), Journalist und Autor
- Karl Odorizzi (1931–2024), Architekt
- Florian Gschwandtner (* 1983), Unternehmer und Investor